# اولیویا سیاپا
اولیویا سیاپا (به انگلیسی: Olivia Ciappa) (زاده ۱۷ مارس ۱۹۷۹) عکاس، کارگردان، هنرمند هنرهای زیبا و رمان‌نویس فرانسوی است.
او یک زن ترنس است. در آوریل ۲۰۲۱ اولیویا سیاپا خبر گذار جنسیت خود را در حساب‌های شبکه‌های اجتماعی خود اعلام کرد.